# Thomas Savare
Thomas Savare, né le 31 octobre 1967, est un homme d'affaires français, président du Stade français Paris de 2011 à 2017.

## Biographie

### Carrière professionnelle
Diplômé de l’École centrale Paris, il commence sa carrière en 1992 à la Banknote Corporation of America de New York, première filiale américaine du groupe familial, où il occupe le poste de vice-président. En 1995, il est nommé à la direction générale du groupe familial François-Charles Oberthur Fiduciaire. En 1998, il prend la direction d’Oberthur Card Systems. 
De 1998 à 2003, il dirige la division carte à puce du groupe, alors que le groupe met fin à sa joint-venture avec Bull et rachète (fin 1999) la division cartes du britannique De La Rue.
En 2003, il quitte Oberthur et rejoint une start-up qui développe des cartes à puce spécialisées dans les solutions médicales.
En mai 2006, il retourne dans le groupe familial en tant que directeur général adjoint d’Oberthur Technologies.
Depuis le 10 juin 2008, il occupe le poste de directeur général du groupe en remplacement de son père.
En 2021, le groupe crée une nouvelle division : Bioguard & Co. La technologie Bioguard™ est une solution appliquée sur de nombreux produits pour protéger leur surface et réduire les risques de transmission de virus.

### Rugby à XV
En juin 2011, le Stade français traverse une crise majeure : le fonds canadien FACEM qui devait investir 12 millions d'euros dans le club (aux côtés de Bernard Laporte) pour combler un déficit de 6 millions d'euros et éviter une rétrogradation en deuxième division se désiste, laissant le club dans la détresse financière. Fin juin 2011, Thomas Savare annonce la prise de contrôle du capital en apportant une participation de 11 millions d'euros,.
Il remplace alors Max Guazzini à la présidence du club, se sépare de Bernard Laporte et choisit Pierre Arnald à la direction générale du club et Richard Pool-Jones à la vice-présidence.
Malgré l'arrivée de Thomas Savare à la tête du club, le Stade français ne parvient pas à améliorer sa performance : 7e du Top 14 en 2012, 10e en 2013, et 7e en 2014.
C'est lors de la saison 2015 que les performances s'améliorent, notamment grâce au travail du nouvel entraineur Gonzalo Quesada recruté pour la saison 2014 : à mi-parcours, le Stade français est en tête du Top 14. À la fin du championnat, le club se trouve à la 4e place et termine champion de France 2015 en éliminant successivement le Racing Metro 92 en barrages, le RC Toulon en demi-finale et l'ASM Clermont Auvergne (12 à 6) en finale.
En décembre 2015, il fait partie de la cellule technique du XV de France, formée conjointement par les présidents de la FFR et de la LNR à la suite de l'échec de l'équipe de France à la Coupe du monde 2015, afin de présenter des propositions visant à améliorer sa compétitivité. En avril 2016, la cellule rend aux présidents Pierre Camou et Paul Goze un rapport où figurent quinze propositions,.
En 2016, il est élu au sein du collège des représentants des clubs du Top 14 du comité directeur de la Ligue nationale de rugby. Il démissionne du comité directeur à la suite de la vente du Stade français en juin 2017.
Le 13 mars 2017, Jacky Lorenzetti, président du Racing 92 et Thomas Savare, président du Stade français, annoncent la fusion de leurs deux clubs. Face aux fortes réticences soulevées par ce projet, les deux présidents annoncent le 19 mars 2017 qu'ils renoncent finalement à cette fusion,.
En mai de la même année, le Stade français Paris décroche le premier titre européen de son histoire. On évoque un « effet fusion » et une équipe « réveillée après la grève »: les joueurs remportent le Challenge européen en gagnant la finale 25 à 17 contre Gloucester au Murrayfield Stadium d'Édimbourg.
À la suite de l'échec de fusion avec le Racing 92, il décide de vendre le club et choisit de retenir l'offre de l'allemand Hans-Peter Wild.  Après avoir laissé un message aux supporters,, il remettra les clefs à son successeur qui désignera Hubert Patricot comme nouveau président le 14 juin 2017.
En 2018, Thomas Savare intègre le comité consultatif du rugby francilien, organe consultatif de la Ligue régionale Île-de-France de rugby.
Candidat pour intégrer l'assemblée générale et le comité directeur de la Ligue nationale de rugby en tant que personnalité extérieure en mars 2021, il n'est pas élu. En 2025, il est nommé président de la commission finances de la LNR.